# Elgiva elegans
Elgiva elegans är en tvåvingeart som beskrevs av Orth och Knutson 1987. Elgiva elegans ingår i släktet Elgiva och familjen kärrflugor.
Artens utbredningsområde är Kalifornien. Inga underarter finns listade i Catalogue of Life.